# Poqomchi' (volk)
De Poqomchi' zijn een Mayavolk in Guatemala. Het Poqomchi' is een van de erkende Mayatalen en is verwant aan het Poqomam. De twee dialecten van het Poqomchí (Oostelijk Poqomchí en Westelijk Poqomchí) worden gesproken in Purulhá (Baja Verapaz) en in de volgende gemeentes van Alta Verapaz: Santa Cruz Verapaz, San Cristóbal Verapaz, Tactic, Tamahú en Tucurú. Het Poqomchi' wordt ook veel gesproken in de gemeente Chicamán (El Quiché) dat grenst aan Alta Verapaz.
Achi · Acateken · Aguacateken · Chuj · Garifuna · Ch'orti' · Itza · Ixil · Jacalteken · K'iche' · Kaqchikel · Lacandón · Mam · Mopan · Poqomam · Poqomchi' · Q'anjob'al · Q'eqchi' · Sacapulteken · Sipakapense · Tectiteken · Tz'utujil · Uspanteken · Xinka